# Battaglia di Go Cong
La battaglia di Go Cong fu una piccola battaglia avvenuta durante la guerra del Vietnam. La battaglia ebbe luogo il 3 settembre 1963 vicino alla città di Gò Công nella provincia di Tien Giang, dopo che lo staff generale del Fronte di Liberazione Nazionale del Vietnam del Sud conosciuto come Viet Cong delineò il pericolo di un'altra sconfitta come quella di Ap Bac.
L'intento dell'operazione era quello di aiutare a fuggire i Viet Cong che erano sopravvissuti alla battaglia di Ap Bac. La battaglia fu nuovamente vinta dalle forze statunitensi e sudvietnamite, infliggendo pesanti perdite ai Viet Cong, con l'uso dell'artiglieria e delle forze speciali equipaggiate con fucili di precisione. Dopo la fine della battaglia si scopri che i 91 Viet Cong fatti prigionieri erano nuove reclute, senza nessuna arma.